# Hypena labatalis
Hypena labatalis är en fjärilsart som beskrevs av Walker 1859. Hypena labatalis ingår i släktet Hypena och familjen nattflyn. Inga underarter finns listade i Catalogue of Life.